# Kuschelpädagogik

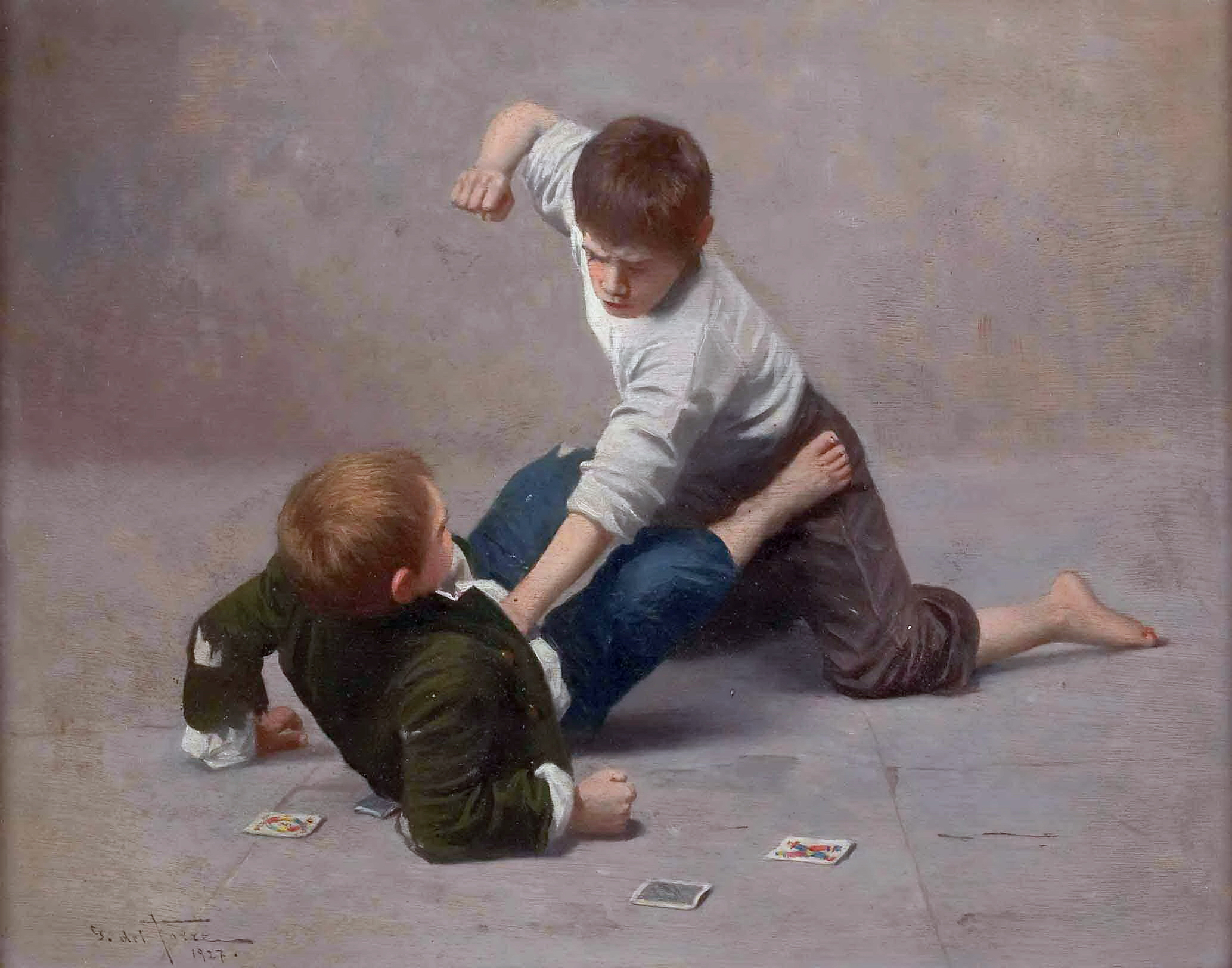
Wolfgang Bergmann kritisiert, dass eine „Kuschelpädagogik“ verhindere, dass Jungen mit dem Raufen Erfahrung sammeln, um zu verstehen, was sie einem anderen antun, wenn sie ihn verprügeln (Gemälde von Giulio del Torre, 1927).

Kuschelpädagogik ist ein Schlagwort, mit dem im gesellschaftlichen Bildungsdiskurs des deutschsprachigen Raumes eine schulische Erziehung bezeichnet wird, die durch geringe Leistungsorientiertheit und übertrieben hohe Rücksichtnahme auf vermeintliche Bedürfnisse des Kindes gekennzeichnet sei. Verwendung findet der Ausdruck vor allem bei Politikern und Journalisten, aber auch der Präsident des Deutschen Lehrerverbandes, Josef Kraus, bezeichnet als „Kuschelpädagogik“ eine Schulpädagogik, die es den Schülern allzu leicht mache, gute Noten zu erlangen. Zu den Diskussionsfeldern, in denen der Ausdruck besonders häufig erscheint, zählen der durch die PISA-Studien ausgelöste Streit um Schülerleistungen sowie die Auseinandersetzung über dem Umgang mit verhaltensauffälligen Schülern und jugendlichen Kriminellen.
Scharfe Kritik an dem Begriff hat der in Zürich lehrende Erziehungswissenschaftler Jürgen Oelkers geübt. Oelkers berichtet, der Kampfbegriff werde vor allem von solchen Konservativen ins Feld geführt, deren Schulkritik eher auf einem Affekt gegen die Reformpädagogik ‒ besonders gegen die „antiautoritäre Bewegung“ ‒ als auf Kenntnis der aktuellen Schulrealität beruhe; infolgedessen tendieren diese Kritiker dazu, die Einführung von mehr Disziplin als Königsweg zur Behebung schulischer Probleme zu erachten.
Der Familientherapeut Wolfgang Bergmann kritisiert als „Wohlfühl-Kuschel-Pädagogik“  einen schulischen Umgangston, der von exzessivem Harmoniestreben geprägt sei und der Kindern weder Raum für körperliche Erfahrungen noch Ventile für gelegentliches unangepasstes Verhalten biete. Insbesondere die Bedürfnisse von Jungen werden laut Bergmann in einem solchen Lernumfeld systematisch verkannt und übergangen.

## Film
- Stressfaktor Schule ‒ Deutschland zwischen Drill und Kuschelpädagogik, Dokumentarfilm von Süddeutsche Zeitung TV (Deutschland, 2011)[8]